# Viticoltura in Kazakistan
La viticoltura in Kazakistan è un settore in crescita che affonda le sue radici nell'antichità quando le prime viti furono introdotte lungo la via della seta. Grazie a un clima variegato e a un territorio favorevole, il paese sta emergendo come un potenziale centro enologico dell’Asia centrale.

## Storia

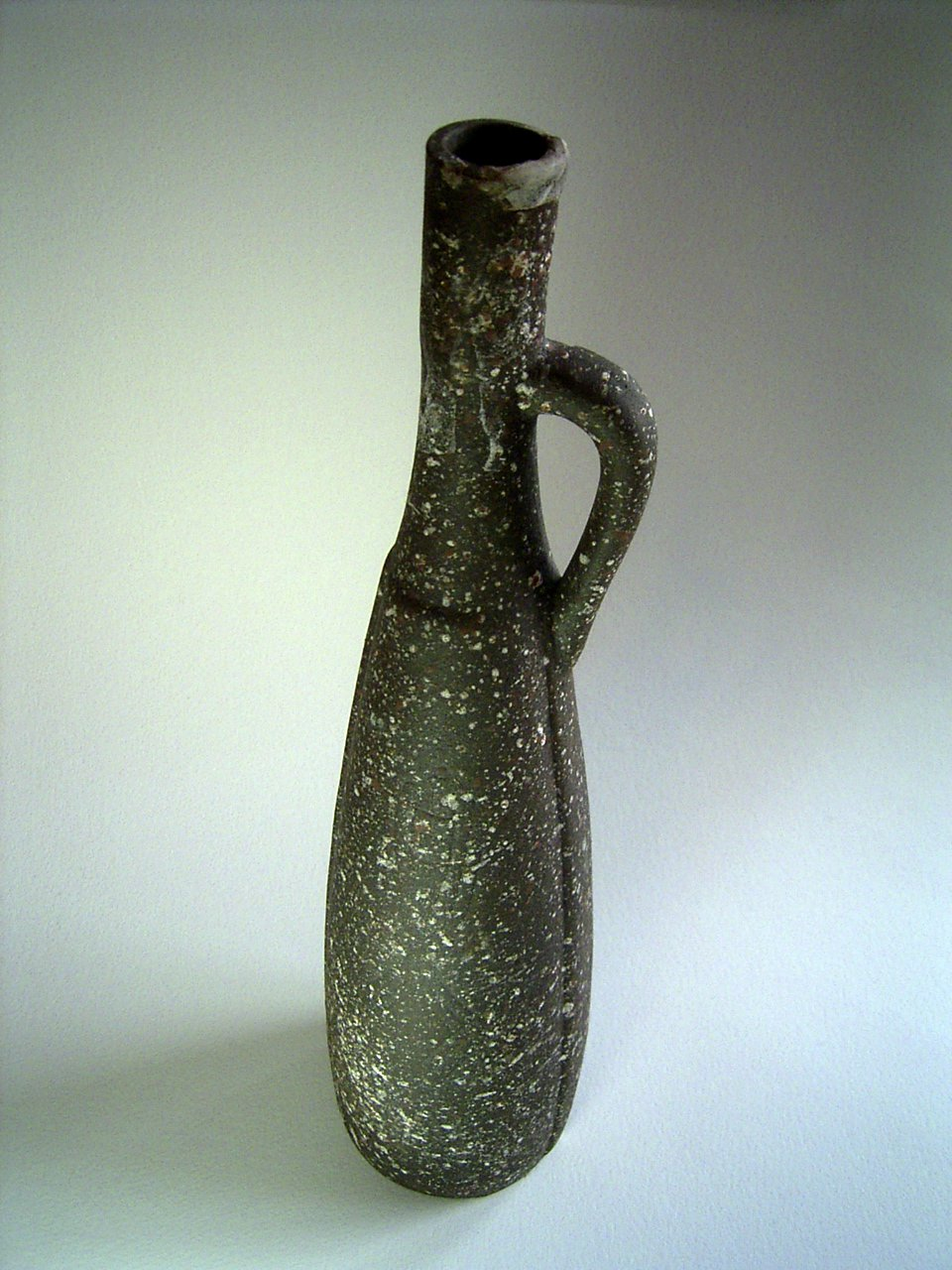
Un'antica bottiglia di vino kazaka.

Le prime testimonianze di coltivazione della vite in Kazakistan risalgono al VII secolo d.C., quando commercianti provenienti dalle attuali Uzbekistan e Cina introdussero la viticoltura nella regione. Durante il periodo sovietico, la produzione vinicola si sviluppò notevolmente, con la creazione di vaste piantagioni per la produzione di vini destinati al mercato interno dell'URSS. Tuttavia, dopo la dissoluzione dell’Unione Sovietica nel 1991, il settore vinicolo kazako subì un forte declino a causa della perdita dei mercati di esportazione e della mancanza di investimenti.
Negli ultimi anni il Kazakistan sta riscoprendo il proprio potenziale vitivinicolo grazie a nuovi investimenti e a un crescente interesse per la produzione di vini di alta qualità destinati al mercato internazionale.

## Clima
Solo il 4% del territorio kazako è adatto alla viticoltura poiché gran parte del paese è caratterizzato da climi estremi, con inverni rigidi ed estati torride. Tuttavia, nelle zone meridionali e sud-orientali, il clima continentale moderato e l’altitudine creano condizioni favorevoli per la coltivazione della vite.
L’escursione termica tra il giorno e la notte aiuta a preservare l’acidità delle uve mentre la bassa umidità riduce il rischio di malattie della vite. Le precipitazioni sono generalmente scarse, rendendo necessario l’uso dell’irrigazione nelle vigne.

## Regioni vitivinicole
Le principali aree vinicole del Kazakistan si trovano nelle zone meridionali del paese, in particolare nelle regioni di Almaty, Jambyl e  Turkestan.
La regione di Almaty è considerata il cuore della viticoltura kazaka visto che beneficia di un clima temperato e di terreni ricchi. Qui si concentrano molte delle principali aziende vinicole del paese.
La regione di Jambyl, situata a sud, è caratterizzata da un clima secco e da suoli sabbiosi, ideali per la coltivazione di vitigni resistenti.
Infine, la regione di Turkestan è una delle aree più promettenti per lo sviluppo della viticoltura, con condizioni simili a quelle delle regioni vinicole dell’Asia Centrale.
Oltre a queste aree consolidate ci sono sperimentazioni in altre regioni per individuare nuove zone adatte alla viticoltura.

## Vitigni
Il Kazakistan coltiva sia vitigni autoctoni che varietà internazionali. Tra i principali vitigni troviamo:
- Vitigni a bacca rossa: Saperavi, Cabernet Sauvignon, Merlot, Pinot nero[2].
- Vitigni a bacca bianca: Riesling, Chardonnay, Rkats'iteli, Sauvignon Blanc[1].

Il Saperavi, originario della Georgia, è uno dei vitigni più promettenti grazie alla sua capacità di adattarsi alle condizioni climatiche locali e di produrre vini strutturati e longevi.

## Vini
I vini kazaki stanno guadagnando riconoscimento per la loro qualità, soprattutto nei mercati asiatici ed europei. Le tipologie principali includono:
- Vini rossi: generalmente corposi e ben strutturati, con note di frutti rossi, spezie e una buona acidità[3].
- Vini bianchi: freschi e aromatici, spesso caratterizzati da una piacevole mineralità[1].
- Spumanti: prodotto di nicchia in crescita, realizzato con metodo Martinotti o classico[2].

Grazie a nuovi investimenti e a una maggiore attenzione alla qualità, il Kazakistan sta cercando di affermarsi come una delle nuove frontiere del vino, puntando su vitigni adatti al suo clima e su tecniche di vinificazione moderne.